# Coscinia sibirica
Coscinia sibirica là một loài bướm đêm thuộc phân họ Arctiinae, họ Erebidae.